# ششمین دوره جوایز بازی بفتا
ششمین دورهٔ جوایز بازی آکادمی بریتانیا (انگلیسی: 6th British Academy Games Awards)، مراسم اهدای جوایزی بود که به منظور تجلیل از دستاوردها در زمینه بازی‌های ویدیویی برگزار شد. بازی های نامزدشده باید بین ۱ ژانویه ۲۰۰۹ تا ۳۱ دسامبر ۲۰۰۹ در بریتانیا منتشر شده‌باشند. این مراسم در هتل هیلتون لندن در ۱۹ مارس ۲۰۱۰ برگزار شد.